# Postoupky
Postoupky jsou vesnice, část města Kroměříž. Nachází se asi 3 km na severozápad od Kroměříže. Prochází tudy železniční trať Kojetín - Valašské Meziříčí s železniční zastávkou. Je zde evidováno 238 adres. Trvale zde žije 558 obyvatel. Předsedou osadního výboru je Bc. Aleš Strážnický.
Evidenční část obce Postoupky se skládá z vlastních Postoupek (katastrální území o rozloze 2,02 km2) a Miňůvek (katastrální území o rozloze o rozloze 2,44 km2).

## Název
Jméno Postoupky je zdrobnělina staršího (písemně nedoloženého) Postupice, jehož výchozí tvar Postupici byl odvozen od osobního jména Postup a znamenal "Postupovi lidé". Zdrobňování jmen sídel bylo na Kroměřížsku časté. Jméno se psalo také jako Postupka a Postupek/Postoupek.

## Obyvatelstvo

### Struktura
Vývoj počtu obyvatel za celou obec i za jeho jednotlivé části uvádí tabulka níže, ve které se zobrazuje i příslušnost jednotlivých částí k obci či následné odtržení.
| Místní části   | Místní části   | 1869 | 1880 | 1890 | 1900 | 1910 | 1921 | 1930 | 1950 | 1961 | 1970 | 1980 | 1991 | 2001 | 2011 |
| -------------- | -------------- | ---- | ---- | ---- | ---- | ---- | ---- | ---- | ---- | ---- | ---- | ---- | ---- | ---- | ---- |
| Počet obyvatel | část Postoupky | 548  | 554  | 588  | 641  | 665  | 663  | 593  | 611  | 663  | 638  | 597  | 553  | 558  | 573  |
| Počet domů     | část Postoupky | 92   | 98   | 105  | 110  | 115  | 118  | 133  | 158  | 245  | 167  | 173  | 194  | 202  | 219  |

## Historie
Postoupky se poprvé objevují v olomouckých Moravských zemských deskách z roku 1349, o něco mladší Miňůvky v roce 1408.

## Pamětihodnosti
- Kaplička je kulturní památka České republiky evidovaná v Ústředním seznamu kulturních památek České republiky pod rejstříkovým číslem 101527.
- V katastrálním území Miňůvky se nachází přírodní památka ev. č. 1764 Rameno Moravy.
- U řeky Moravy v katastrálním území Miňůvky se nacházejí tři pomníčky připomínající válečné události.

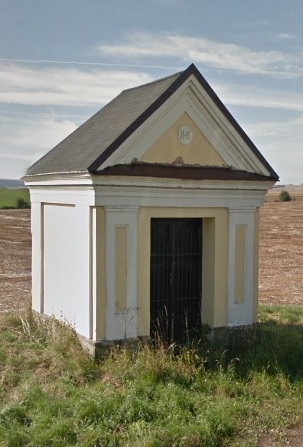
Kaplička v půli cesty mezi Postoupkami a Hradiskem
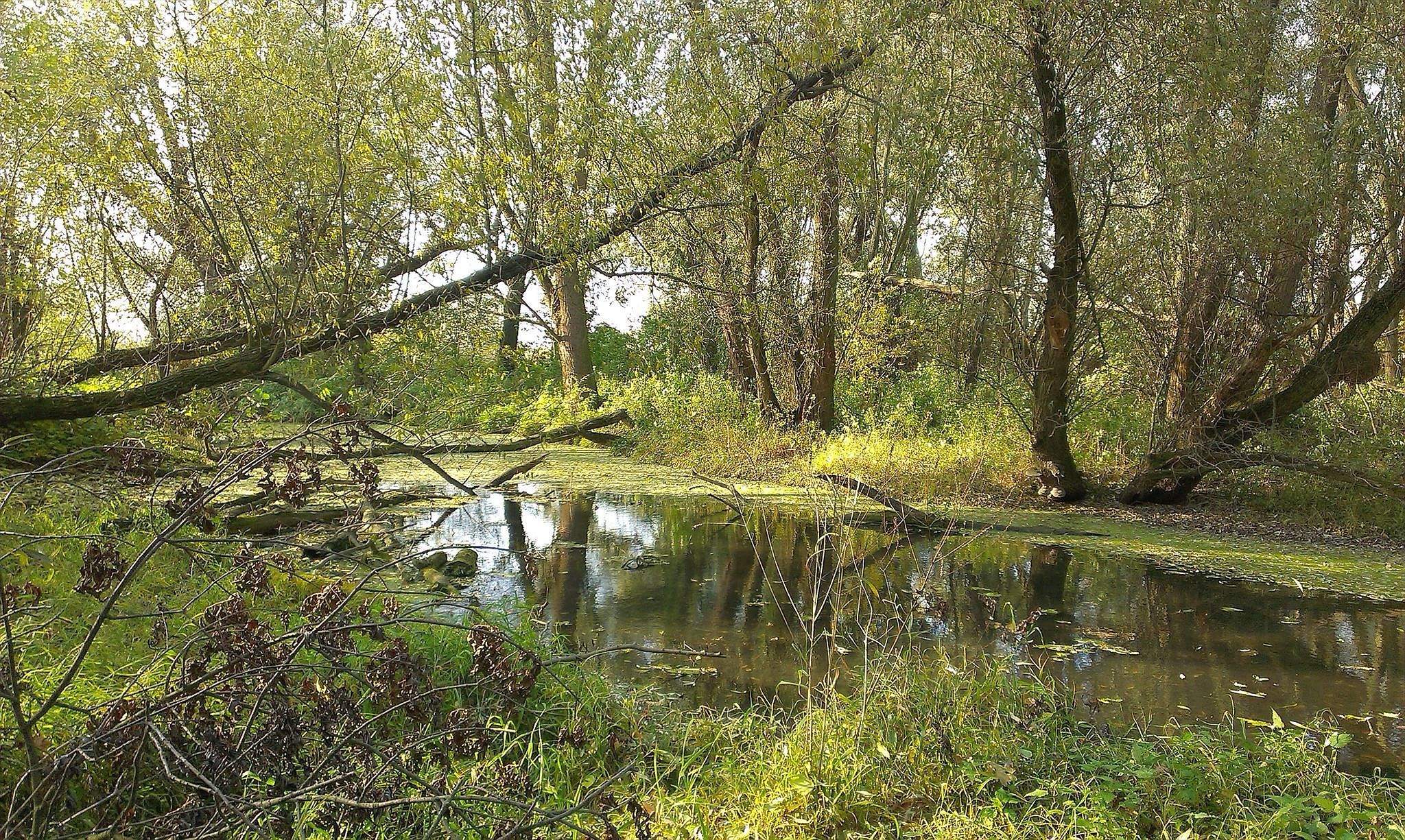
Přírodní památka Rameno Moravy

## Osobnosti
- František Mlčoch (1855–1921), český a československý politik a poslanec Revolučního národního shromáždění za Československou stranu lidovou, v Postoupkách i zemřel
- Jan Kapistrán Vyskočil (1886–1956), církevní historik a představitel františkánského řádu, provinciál českomoravské františkánské provincie
- Jaroslav Čech (1890–1956), pravoslavný duchovní, někdejší správce olomoucko-brněnské eparchie
- Lubomír Veteška (1934–2004), český pianista a hudební skladatel
- Martin Krčál (*1978), historik a pedagog